# Polystira starretti
Polystira starretti é uma espécie de gastrópode do gênero Polystira, pertencente a família Turridae.